# Tào Hoán
Tào Hoán (chữ Hán: 曹奐; 246–302) hay Tào Ngụy Nguyên Đế, là vị vua cuối cùng của nhà Tào Ngụy thời Tam Quốc trong lịch sử Trung Quốc. Đầu năm 266 dương lịch, khi ông thoái vị, nhường ngôi lại cho Tư Mã Viêm, ông được phong làm Trần Lưu Vương (陳留王), sau khi mất, ông được an táng theo nghi thức của một hoàng đế, được truy hiệu là "Nguyên" (nghĩa là: thức thời, hợp lẽ).

## Thiếu thời
Ông sinh vào năm 246, tên khai sinh vốn là Tào Hoàng (曹璜), là con trai của Yên Vương Tào Vũ (曹宇). Khi ông lên 12 tuổi, theo lệ, con của các vương tử sẽ được tập ấm phong làm công tước, bản thân ông được phong là Thường Đạo hương công (常道鄉公). Năm 260, khi hoàng đế Tào Mao (người kế nhiệm Phế Đế Tào Phương) bị Tư Mã Chiêu giết hại, Tào Hoàng được đưa lên ngôi vị hoàng đế, bèn đổi tên là Tào Hoán, chính là Nguyên Đế.

## Ông vua "bù nhìn"
Trong thời gian ở ngôi, dĩ nhiên Nguyên Đế cũng chỉ là một ông vua bù nhìn. Năm 263, vua lập nàng họ Biện làm hoàng hậu.
Khi Nguyên Đế cai trị, nhà Tào Ngụy lúc đó phải đương đầu với những cuộc tấn công của nước Thục Hán do Khương Duy dẫn đầu. Khi đó, Tư Mã Chiêu sau khi đánh bại Khương Duy, bèn sai 2 tướng Chung Hội và Đặng Ngải đem 18 vạn quân tiến đánh Thục Hán. Kết quả là Thục Hán đại bại, bắt được Hậu Chủ Lưu Thiện. Nhưng sau đó, tướng Ngụy là Chung Hội lại liên kết với Khương Duy, bắt giam Đặng Ngải, định lập lại nước Thục hán, nhưng cuối cùng bị các tướng Ngụy giết chết. Từ đó, lãnh thổ rộng lớn của Thục Hán (gồm tỉnh Tứ Xuyên, Trùng Khánh, Vân Nam, miền nam Thiểm Tây và miền đông nam Cam Túc ngày nay) sáp nhập vào Tào Ngụy.
Từ sau trận chiến đó, họ Tư Mã ngày càng mạnh mẽ. Năm 264, Tư Mã Chiêu ép Nguyên Đế phong ông làm Tấn Vương. Sau đó, Nguyên Đế lại phải ban lễ cửu tích cho ông. Năm 265, khi Tư Mã Chiêu mất, con là Tư Mã Viêm lên thay. Dưới sức ép của Tư Mã Viêm, ngày Nhâm Tuất (13) tháng 12 năm Ất Dậu (tức 4 tháng 2 năm 266), Nguyên Đế phải sai sứ giả dâng hoàng đế tỉ, thiện vị cho Tấn. Sau 45 năm tồn tại, nước Tào Ngụy đến đó là diệt vong. Cũng từ đó, nhà Tấn thành lập, sau này đã chấm dứt cục diện Tam Quốc.
Còn Nguyên Đế, sau khi bị giáng làm Trần Lưu Vương, không rõ cuộc sống sau đó của ông ra sao. Ông mất vào năm 302, dưới thời Tấn Huệ Đế, hưởng thọ 56 tuổi.

## Niên hiệu
Trong 5 năm ở ngôi ông chỉ có 2 niên hiệu: 
- Cảnh Nguyên (景元 260 – 264)
- Hàm Hy (咸熙 264 - 265).

## Gia quyến

### Cha mẹ
- Cha : Tào Vũ (? - 278) , con trai của Tào Tháo , mẹ là Hoàn Phu nhân.
- Mẹ : Trương Phu nhân , con gái Trương Lỗ.

### Thê thiếp
- Biện Hoàng hậu , người quận Lang Da (琅邪郡) ( nay là thành phố Lâm Nghi , Sơn Đông ) , cháu gái Biện Thái hậu của Tào Tháo , có cô cô là Biện Hoàng hậu của Ngụy Thiếu Đế. Mùa thu năm Cảnh Nguyên thứ 4 (263) phong làm Hoàng hậu , sau khi Tào Hoán bị giáng Trần Lưu vương , trở thành Trấn Lưu vương phi.